# Hanna Scheibe

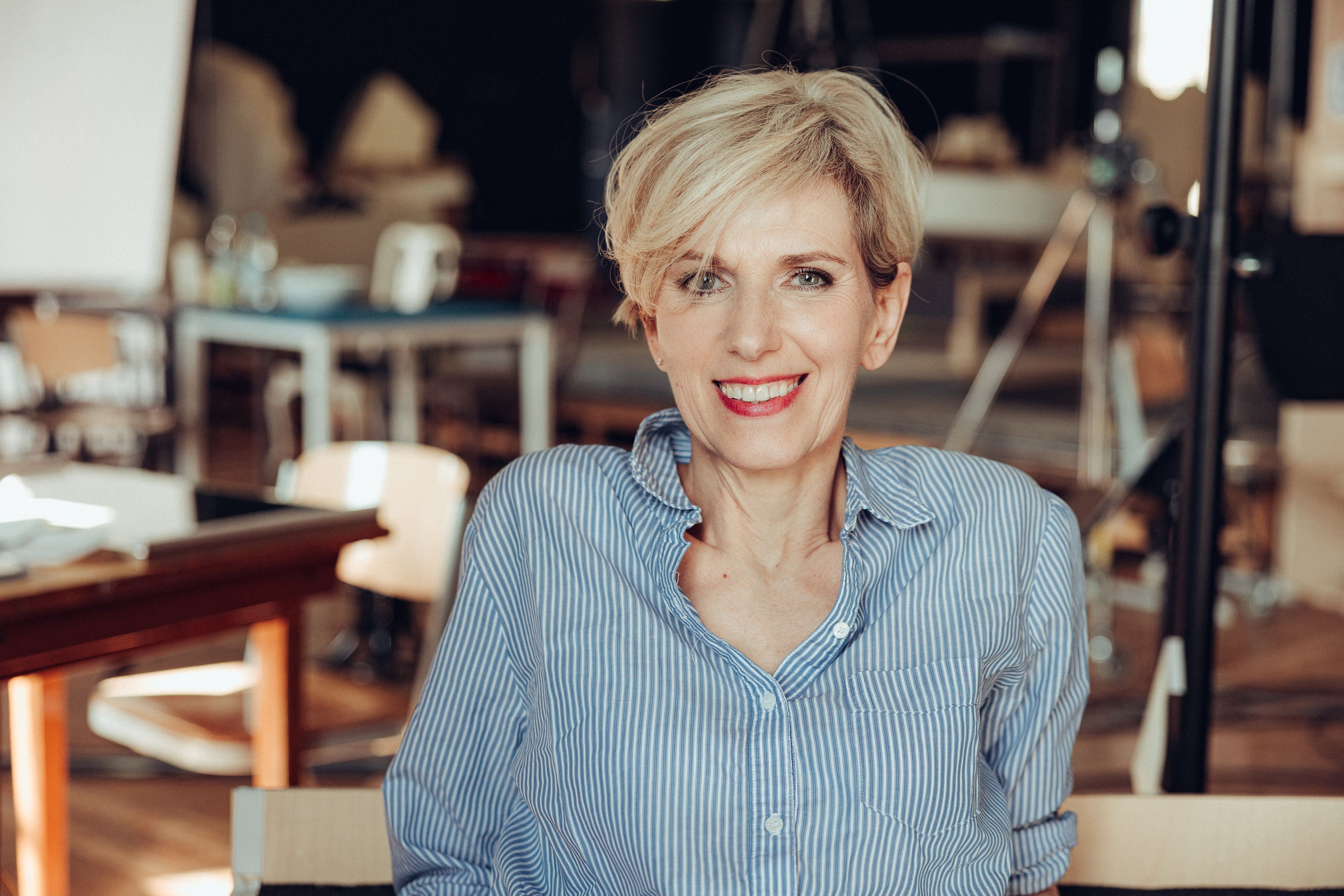
Hanna Scheibe (2024). Foto: Joel Heyd

Hanna Scheibe (* 1973 in Marbach am Neckar) ist eine deutsche Schauspielerin.

## Leben
Hanna Scheibe studierte von 1996 bis 1999 Schauspiel am Mozarteum in Salzburg.
Danach war sie bis 2005 am Staatstheater Stuttgart engagiert. Es folgte ein Engagement am Schauspielhaus Bochum bis 2008. 2009 holte der neue Intendant Lars-Ole Walburg ins feste Ensemble des Schauspiel Hannover. Seit 2011 ist sie festes Ensemblemitglied am Residenztheater in München.

## Filmographie (Auswahl)
- 2003: Morgen früh ist die Nacht rum
- 2011: Tatort: Schwarze Tiger, weiße Löwen
- 2012: Zappelphilipp
- 2014: Monsoon Baby
- 2014: Die Tote aus der Schlucht
- 2014: Agnieszka
- 2017: Tatort: Die Liebe, ein seltsames Spiel
- 2018: Der Staatsanwalt – Nachts im Weinberg (Fernsehserie)
- 2018: Unter Verdacht – Verschlusssache
- 2019: In aller Freundschaft – Die jungen Ärzte – Ausgereizt
- 2019: Hubert ohne Staller: Bulle Bulle
- 2020: Zimmer mit Stall – Die Waschbären sind los
- 2020: SOKO München: Tod am Bauzaun
- 2021: Für immer Eltern
- 2021: Lena Lorenz: Hinter Gittern
- 2022: Polizeiruf 110: Das Licht, das die Toten sehen
- 2023: Tatort: Hackl

## Theater (Auswahl)

### Residenztheater München
- 2016: Glaube Liebe Hoffnung (als Vorstadtschönheit). Von Ödön von Horváth. Inszenierung: David Bösch[3]
- 2017: Kinder der Sonne (als Jelena). Von Maxim Gorki. Inszenierung: David Bösch[4]
- 2017: Die Troerinnen (als Andromache). Von Jean-Paul Sartre nach Euripides. Inszenierung: Tina Lanik[5]
- 2018: Am Kältepol – Erzählungen aus dem Gulag (als Strafgefangene). Uraufführung nach Warlam Tichonowitsch Schalamow. Inszenierung: Timofei Alexandrowitsch Kuljabin[6]
- 2019: Sommergäste (als Olga Alexejewna, Frau von Doktor Dudakow). Von Maxim Gorki  Inszenierung: Joe Hill-Gibbins[7][8][9][10][11][12]
- 2020: Dantons Tod (als Fouquier-Tinville, öffentlicher Ankläger). Nach Georg Büchner. Inszenierung: Sebastian Baumgarten[13][14][15]
- 2021: Die Träume der Abwesenden (als Riet, Leas Kriegsmutter). Nach Judith Herzberg. Inszenierung: Stephan Kimmig[16][17][18][19]
- 2022: Die Spiele müssen weiter gehen - München 1972 (Div. Rollen). Von Regine Dura. Inszenierung: Hans-Werner Kroesinger und Regine Dura[20][21][22][23]
- 2022: Der Schiffbruch der Fregatte Medusa (Ensemble). Von Alexander Eisenach nach dem historischen Bericht von Jean-Baptiste Henri Savigny und Alexandre Corréard. Inszenierung: Alexander Eisenach
- 2022: Spiel des Lebens – Die Kareno-Trilogie: «An des Reiches Pforten» – «Spiel des Lebens» – «Abendröte» (als Natalie Hovind). Nach Knut Hamsun. Inszenierung: Stephan Kimmig[24][25][26][27][28]
- 2023: Antigone (als Humanistin). Nach Sophokles und  Slavoj Žižek. Inszenierung: Mateja Koležnik[29]
- 2023: Spitzenreiterinnen (Ensemble). Nach dem Roman von Jovana Reisinger. Inszenierung: Yana Eva Thönnes
- 2023: Reineke Fuchs (als Erzählerin / Hinze, der Kater). Nach Johann Wolfgang von Goethe. Inszenierung: Schorsch Kamerun[30]
- 2023: Götz von Berlichingen (als Liebetraut). Nach Johann Wolfgang von Goethe. Inszenierung: Alexander Eisenach[31][32][33]
- 2023: Yvonne, Prinzessin von Burgund (als Königin Margarete). Von Witold Gombrowicz. Inszenierung: Miloš Lolić[34]
- 2024: Mosi – The Bavarian Dream (als Polizistin / der hinfällige Regent / der junge Geschäftsmann / der Berater / eine Dame). Von Alexander Eisenach, Inszenierung: Alexander Eisenach[35][36][37][38][39]
- 2024: Die Ärztin (als Jemima Flint, Gesundheitsministerin). Von Robert Icke sehr frei nach «Professor Bernhardi» von Arthur Schnitzler. Inszenierung: Miloš Lolić[40][41][42][43][44]
- 2025: Daddy (als Die Mutter & Jessica, das Showgirl). Von Marion Siéfert und Matthieu Bareyre. Inszenierung: Daniela Kranz
- 2025: Heartship (als Ann). Von Caren Jeß. Inszenierung: Fabiola Kuonen[45]
- 2025: Der Untertan (als Jadassohn). Nach dem gleichnamigen Roman von Heinrich Mann. Inszenierung: Alexander Eisenach[46]
- 2025. Der zerbrochne Krug (als Frau Brigitte). Von Heinrich von Kleist. Inszenierung: Mateja Koležnik[47]

## Hörspiele (Auswahl)
- 2022 Elena Ferrante: Neapolitanische Saga (Die Hörspiele – Meine geniale Freundin – Die Geschichte eines neuen Namens – Die Geschichte der getrennten Wege – Die Geschichte des verlorenen Kindes – 15h 30min.) Rolle: Nunzia Cerullo (Lilas Mutter), Bearbeitung und Regie: Martin Heindel, Komposition: Ulrike Haage (als Podcast/Download im BR Hörspiel Pool)[48]

## Ehrungen und Auszeichnungen
- 2016: Nominierung für den Kurt-Meisel-Preis der Freunde des Residenztheaters e.V. für herausragende künstlerische Leistung